# Paradise (SONS OF ALL PUSSYSの曲)
「Paradise」（パラダイス）は、日本のロックバンド、SONS OF ALL PUSSYSの1作目のシングル。2004年7月7日発売。発売元はDanger Crue Records。

## 解説
ミニアルバム『high』以来約9ヶ月ぶりとなる新譜。なお、SONS OF ALL PUSSYSとしては最初で最後となるシングル作品のリリースとなっている。
本作の表題曲「Paradise」は、ルーズなボーカルと独特なクセのあるサウンドが印象的なロックナンバーとなっている。この曲のデモ音源は、ミニアルバム『high』を制作していた頃に存在していたという。Ken曰く、S.O.A.P.結成前から存在していたサビの部分と、S.O.A.P.の活動を始めてから制作したリフを合体させて制作していったという。作曲者のKenは、この曲の制作を振り返り「夢見心地な感じと激しい部分の差を出したいなと思いつつ」作ったと語っている。なお、この曲は『high』の制作手法を引き継いで制作されている。Kenは今回のレコーディングについて「『high』で、1日で録るっていうやり方にちょっと味をしめた感じがあったから、今回もそういう調子でいきたいなって。"ベーシックはドラム、ベース、ギター、一緒に録るぞ"って。とりあえずオケまでは気分が一緒のうちに録るのが、今回は重要だったかな」と述べている。Sakuraは自身のドラムプレイについて「何か丁寧に叩いちゃうと面白くないっていうのがあって、その加減が難しかったね」と語っている。なお、Einはこの曲のレコーディングで、1964年製のフェンダー・ジャズベースを使用している。
カップリングに収録された楽曲「Moving on」は、サビのジャパニーズ・メタルを彷彿とさせるコード進行が印象的な、スリリングさのあるロックナンバーとなっている。この曲のデモ音源は、発表の約10年以上前から存在しており、SakuraがL'Arc〜en〜Cielに在籍していた頃にレコーディングで叩いたことがあったという。なお、Einはこの曲で、ミニアルバム『high』に収録された「2seconds to the top」以来2度目となるリードボーカルを担当している。Kenは本作発売当時に受けたインタビューの中で、Einにボーカルを任せたことについて、自身の1980年代風の歌い方よりもEinの持つ1990年代の風味を出したかったことを示唆している。また、エンディングのギターソロは、Kenの意向によりSakuraが弾いている。Ken曰く、「あそこは1本で弾くより、別の人格が出た方が面白い」という思いからSakuraに依頼したという。Kenはギター録りの際、Sakuraに対しスケールだけを教えたうえで、「ライトハンド奏法」というヒントを出し、Sakuraが感じるニュアンスのまま演奏してもらったという。なお、Einはこの曲のレコーディングで、1970年代中期に作られたフェンダー・プレシジョンベースを使用している。余談だが、この曲のイントロ部分はSONS OF ALL PUSSYSの公式ウェブサイトにておいて、BGMとして使用されていたことがある。
本作は、初回限定盤A（CD＋DVD）、初回限定盤B（CD＋DVD）、通常盤（CD）の3形態でのリリースされている。初回盤A・Bに付属するDVDには、2004年に開催したライヴツアー「BUBBLE FESTiVAL 冬将軍2004」の3月9日のSHIBUYA-AXで公演の模様の一部が収録されている。なお、AタイプとBタイプでジャケットデザインと特典DVDの収録内容が異なる。また、初回盤A・Bには応募IDが記載された用紙が封入されている。ちなみに、このシングルと同日に発売されたミュージック・クリップ集『ICHIBAN-BLOW』の初回盤にもIDが記載された用紙が封入されており、初回盤A・Bそれぞれに付属するIDを含め、3つのIDを特設サイト内で入力すると、限定映像作品『オフィシャル ブートレグ DVD』が漏れなく貰えるキャンペーンが実施されている。

## 収録曲
| #  | タイトル      | 作詞 | 作曲 | 時間 |
| -- | ------------- | ---- | ---- | ---- |
| 1. | 「Paradise」  | Ken  | Ken  | 4:56 |
| 2. | 「Moving on」 | Ein  | Ken  | 3:43 |

## 初回生産限定盤DVD

### 初回限定盤A特典DVD
1. 「冬将軍2004」LIVE MEDLEY I （GRACE～red sky　2004.03.09 渋谷AX）

### 初回限定盤B特典DVD
1. 「冬将軍2004」LIVE MEDLEY II （high!～罪の眺め　2004.03.09 渋谷AX）